# Tiền tệ dự trữ
Tiền tệ dự trữ (hoặc tiền tệ neo) là một loại ngoại tệ được các ngân hàng trung ương hoặc các cơ quan tiền tệ khác nắm giữ với số lượng đáng kể như là một phần của dự trữ ngoại hối của họ. Đồng tiền dự trữ có thể được sử dụng trong các giao dịch quốc tế, đầu tư quốc tế và tất cả các khía cạnh của nền kinh tế toàn cầu. Nó thường được coi là một loại tiền tệ cứng hoặc tiền tệ trú ẩn an toàn.
Đồng bảng Anh của Vương quốc Anh là tiền tệ dự trữ chính của phần lớn thế giới trong thế kỷ 19 và nửa đầu thế kỷ 20. Tuy nhiên, vào cuối thế kỷ 20, đồng đô la Mỹ được coi là đồng tiền dự trữ thống trị toàn thế giới. Nhu cầu đô la của thế giới đã cho phép chính phủ Hoa Kỳ cũng như người Mỹ vay với chi phí thấp hơn, mang lại cho Hoa Kỳ lợi thế vượt quá 100 tỷ đô la mỗi năm.

## Lịch sử
Tiền tệ dự trữ đã thay đổi theo thời gian. Tiền tệ quốc tế trong quá khứ đã bao gồm drachma Hy Lạp, được đặt ra từ thế kỷ thứ năm TCN, denari La Mã, solidus Byzantine và dinar Ả Rập của thời trung cổ, ducato Venetian và florin Florentine của thời Phục hưng,  guilder Hà Lan và đồng franc Pháp trong thế kỷ 17. 
Guilder Hà Lan nổi lên như một loại tiền tệ thế giới thực tế vào thế kỷ 18 do sự thống trị thương mại chưa từng có của Công ty Đông Ấn Hà Lan. Tuy nhiên, sự phát triển của khái niệm hiện đại về một loại tiền dự trữ đã diễn ra vào giữa thế kỷ 19, với sự ra đời của các ngân hàng trung ương và kho bạc quốc gia và một nền kinh tế toàn cầu ngày càng hội nhập. Đến thập niên 1860, hầu hết các nước công nghiệp hóa đã đi theo sự dẫn đầu của Vương quốc Anh và đưa tiền tệ của họ lên tiêu chuẩn vàng. Vào thời điểm đó, Vương quốc Anh là nhà xuất khẩu chính của hàng hóa và dịch vụ sản xuất và hơn 60% thương mại thế giới được lập hóa đơn bằng bảng Anh. Các ngân hàng Anh cũng đang mở rộng ra nước ngoài; Luân Đôn là trung tâm thế giới về thị trường bảo hiểm, hàng hóa và vốn của Anh là nguồn đầu tư nước ngoài hàng đầu trên thế giới; sterling sớm trở thành loại tiền tệ tiêu chuẩn được sử dụng cho các giao dịch thương mại quốc tế.